# Maël Lépicier
Pour les articles homonymes, voir Lépicier et Tsonga.
Maël Lépicier Tsonga, né le 14 janvier 1986 au Mans est un ancien footballeur international congolais qui a évolué comme défenseur central. Il a terminé sa carrière au club Belge RAEC Mons.

## Carrière

### Débuts en France
Maël Lépicier est formé à l'école des jeunes du Le Mans UC 72, le club de sa ville natale. Il y progresse dans les différentes équipes d'âge, et fait partie de l'équipe victorieuse de la Coupe Gambardella 2003-2004, disputant les dix dernières minutes de la finale. Un an plus tard, il intègre l'équipe réserve du club, qui évolue alors en CFA. Il n'y dispute qu'un seul match, et choisit de quitter le club en 2006 pour rejoindre Châtellerault, en National, le troisième niveau hiérarchique du football français.
Maël Lépicier dispute quasiment toutes les rencontres de son équipe, mais son équipe termine avant-dernière et est reléguée en CFA 1. Il n'accompagne pas ses coéquipiers au niveau inférieur, et signe au FC Martigues, un autre club de National. Malheureusement pour lui, bien qu'étant titulaire lors de la plupart des rencontres de la saison, son nouveau club est également relégué en fin de saison. 

### Arrivée en Belgique
Il décide alors de quitter la France pour rejoindre la Belgique. Il s'engage avec l'Excelsior Virton, un club évoluant en Division 2. Le club vit une saison délicate, et à la suite de la réduction du nombre de clubs en première division, un plus grand nombre de clubs doivent disputer les barrages pour le maintien. Virton fait partie de ceux-ci, mais malgré une victoire au match aller, il est battu au retour par Woluwe-Zaventem et donc relégué en Division 3. C'est la troisième fois en trois saisons que le club où évolue Maël Lépicier est relégué.
Mais comme avec ses clubs précédents, ses bonnes prestations ne passent pas inaperçues, et il est recruté par Mons, tout juste relégué de Division 1. Dans le borinage, Lépicier obtient d'emblée ses galons de titulaire, et dirige la défense. Cette fois, il joue dans un club du haut du tableau, et se qualifie même pour le tour final pour la montée grâce à une troisième place en championnat. Le club termine deuxième de ce tour final et n'est donc pas promu. La saison suivante, Mons finit également troisième, et peut disputer une nouvelle fois le tour final. Celui-ci se joue jusqu'au bout du suspense, un test-match étant nécessaire pour départager Mons et Waasland-Beveren. Les montois remportent ce duel décisif et retrouvent la Division 1. Maël Lépicier est alors nommé capitaine de l'équipe, et replacé en milieu de terrain par l'entraîneur Dennis Van Wijk. Le 1er octobre 2011, il se distingue en inscrivant un doublé (86e et 93e minutes) permettant à son équipe de revenir de 1-3 à 3-3 face au KSC Lokeren. Après le licenciement de Dennis Van Wijk et son remplacement par Enzo Scifo début mars, il retrouve sa place dans l'axe de la défense.
Le 12 Mars 2021, il signe son retour au RAEC Mons, un club dans lequel il était quelques années auparavant.
Le 20 Avril 2023, après 2 saisons au RAEC Mons, il annonce prendre sa retraite après le titre et la montée du RAEC Mons en Division 2 ACFF.
Le 30 Avril 2023, il inscrit un but à l'occasion du dernier match de sa carrière face au Pays Vert Ostiches-Ath.

### Carrière internationale
En octobre 2011, Maël Lépicier est appelé pour la première fois en équipe nationale congolaise. En avril 2012, il a déjà disputé trois rencontres internationales, et inscrit son premier but le 1er mars 2012 face à l'Ouganda.

## Palmarès
- Vainqueur de la Coupe Gambardella en 2004 avec Le Mans.
- Champion de Division 3 ACFF en 2023 avec le RAEC Mons
- Montée en Jupiler Pro League en 2011 avec le RAEC Mons

## Statistiques
| Saison                | Club                  | Championnat           | Championnat | Championnat | Coupe(s) nationale(s) | Coupe(s) nationale(s) | Congo | Congo | Total | Total |
| Saison                | Club                  | Division              | M.          | B.          | M.                    | B.                    | M.    | B.    | M.    | B.    |
| 2005-2006             | Le Mans B             | CFA                   | 1           | 0           | 0                     | 0                     | 0     | 0     | 1     | 0     |
| 2006-2007             | SO Châtellerault      | National              | 36          | 0           | 1                     | 0                     | 0     | 0     | 37    | 0     |
| 2007-2008             | FC Martigues          | National              | 25          | 0           | 3                     | 0                     | 0     | 0     | 28    | 0     |
| 2008-2009             | RE Virton             | Division 2            | 31          | 0           | -                     | -                     | 0     | 0     | 31    | 0     |
| 2009-2010             | RAEC Mons             | Division 2            | 34          | 1           | 1                     | 0                     | 0     | 0     | 35    | 1     |
| 2010-2011             | RAEC Mons             | Division 2            | 20          | 1           | 1                     | 0                     | 0     | 0     | 21    | 1     |
| 2011-2012             | RAEC Mons             | Jupiler Pro League    | 27          | 3           | 4                     | 0                     | 3     | 1     | 34    | 4     |
| 2012-2013             | RAEC Mons             | Jupiler Pro League    | 14          | 1           | 2                     | 0                     | -     | -     | 16    | 1     |
| 2012-2013             | Beerschot AC          | Jupiler Pro League    | 8           | 1           | 0                     | 0                     | -     | -     | 8     | 1     |
| 2013-2014             | Antwerp FC            | Division 2            | 10          | 0           | 0                     | 0                     | -     | -     | 10    | 0     |
| Total sur la carrière | Total sur la carrière | Total sur la carrière | 206         | 7           | 12                    | 0                     | 3     | 1     | 221   | 8     |

## Famille
Maël Lépicier est le cousin germain du joueur de tennis Jo-Wilfried Tsonga, sa mère étant la tante du tennisman.